# Risto Kallaste
Risto Kallaste (* 23. Februar 1971 in Tallinn) ist ein ehemaliger estnischer Fußballnationalspieler. Sein Sohn Ken Kallaste ist ebenso in der estnischen Nationalmannschaft aktiv.

## Karriere
Kallaste begann seine Karriere beim Verein Tallinna Lõvid, wo er im ersten Jahr noch an keinen Ligaspielen teilnahm. Nach dem Jahr beim Verein wechselte er zum in der Hauptstadt Tallinn liegenden Verein SK Tallinna Sport, wo er 35 Ligaspiele bestritt und drei Tore schoss. Wie beim ersten Verein stand er auch bei diesem Verein nur für eine Spielzeit unter Vertrag und kündigte nach dem Jahr diesen. 1990 wechselte Kallaste zum Verein Gunnilse IS, bei welchem er im ersten Jahr noch keine Ligaspiele absolvierte. Ein Jahr später bestritt er 14 Ligaspiele, wovon er drei Tore schießen konnte. 
Nach zwei Jahren beim Verein kündigte er den Vertrag und wechselte zum Verein FC Flora Tallinn, wo er für drei Jahre unter Vertrag stand. In seinem ersten Jahr nahm er an elf Ligaspielen teil, wobei er jedoch nie ein Tor erzielen konnte. In der Saison 1993/94 bestritt er 20 Ligaspiele, wovon er dreimal ins Tor traf. In seiner letzten Saison beim Verein konnte er keine Tore schießen. Während der drei Jahre absolvierte er 43 Ligaspiele, wobei er am Ende drei Tore aufweisen konnte.
Nach drei Jahren beim estnischen Verein wechselte er zum dänischen Verein Viborg FF, wo er für die Saison 1995/96 unter Vertrag stand. In der Saison nahm er an 26 Ligaspielen teil und konnte sieben Mal ins Tor schießen. 1999 ging er nach einer dreijährigen Pause wieder nach Estland, wo er für seine restliche Karriere blieb. Seine erste Station war FC Kuressaare, wo er von 1999 bis 2001 unter Vertrag stand. 1999 absolvierte er noch keine Ligaspiele, das einzige Jahr, in welchen er Ligaspiele absolvierte, war 2000. In diesem Jahr bestritt er 15 Ligaspiele und konnte fünf Mal ins Tor treffen. Wie im ersten Jahr nahm er auch im letzten an keinen Ligaspielen teil, ehe er eine vierjährige Pause einlegte.
Nach der Pause unterschrieb er einen neuen Vertrag beim Verein FC Nõmme United, wo er bis 2008 unter Vertrag stand. 2006 absolvierte er zehn Ligaspiele und konnte fünfmal ins Tor treffen. In seinem zweiten Jahr beim Verein bestritt er zwölf Ligaspiele und schoss einmal ins Tor. An einem Ligaspiel konnte er 2008 teilnehmen, wobei er in diesem gleich ein Tor erzielte. Nach drei Jahren konnte er 23 Ligaspiele aufweisen und neun Tore erzielen. Seine letzten zwei Jahre (2009, 2010) bestritt er beim Verein Eesti Koondis, wobei er fünf Ligaspiele absolvierte und ein Tor schoss.